# Сен-Люнер-Гріке
Сен-Люнер-Гріке (англ. St. Lunaire-Griquet) — містечко в Канаді, у провінції Ньюфаундленд і Лабрадор.

## Населення
За даними перепису 2016 року, містечко нараховувало 604 особи, показавши скорочення на 8,6%, порівняно з 2011-м роком. Середня густина населення становила 36,2 осіб/км².
З офіційних мов обидвома одночасно не володів жоден з жителів, тільки англійською — 600. Усього 5 осіб вважали рідною мовою не одну з офіційних.
Працездатне населення становило 59,8% усього населення, рівень безробіття — 29,3% (33,3% серед чоловіків та 24,1% серед жінок). 91,4% осіб були найманими працівниками, а 6,9% — самозайнятими.
Середній дохід на особу становив $36 472 (медіана $27 328), при цьому для чоловіків — $42 830, а для жінок $29 935 (медіани — $36 480 та $22 176 відповідно).
22,7% мешканців мали закінчену шкільну освіту, не мали закінченої шкільної освіти — 34%, 41,2% мали післяшкільну освіту, з яких 10% мали диплом бакалавра, або вищий.
| Статево-вікова структура населення | Статево-вікова структура населення | Статево-вікова структура населення | Статево-вікова структура населення | Статево-вікова структура населення |
| ---------------------------------- | ---------------------------------- | ---------------------------------- | ---------------------------------- | ---------------------------------- |
|                                    |                                    |                                    |                                    |                                    |
| Всього                             | Всього                             | 48,8%51,2%                         |                                    |                                    |
| 0 — 14 років                       | 0 — 14 років                       |                                    | 12,3%                              | 12,3%                              |
| 15 — 64 років                      | 15 — 64 років                      |                                    | 63,1%                              | 63,1%                              |
| 65 і більше                        | 65 і більше                        |                                    | 24,6%                              | 24,6%                              |
| 85 і більше                        | 85 і більше                        |                                    | 1,6%                               | 1,6%                               |
| Середній вік (років)               | Середній вік (років)               | 47,047,1                           | 47,1                               | 47,1                               |
| Медіана (років)                    | Медіана (років)                    | 50,550,2                           | 50,4                               | 50,4                               |
| — чоловіки — жінки                 |                                    |                                    |                                    |                                    |

| Походження мешканців:     | Походження мешканців:     | Походження мешканців: | Походження мешканців: | Походження мешканців: |
| ------------------------- | ------------------------- | --------------------- | --------------------- | --------------------- |
| Походження                |                           |                       | осіб                  | %                     |
| Корінні американці        | Корінні американці        |                       | 30                    | 5.13%                 |
| Інше північноамериканське | Інше північноамериканське |                       | 340                   | 58.12%                |
| Європейське               | Європейське               |                       | 265                   | 45.3%                 |
| британське                | британське                |                       | 255                   | 43.59%                |

| Зайнятість населення за галузями (за класифікацією NOC): | Зайнятість населення за галузями (за класифікацією NOC): | Зайнятість населення за галузями (за класифікацією NOC): | Зайнятість населення за галузями (за класифікацією NOC): | Зайнятість населення за галузями (за класифікацією NOC): |
| -------------------------------------------------------- | -------------------------------------------------------- | -------------------------------------------------------- | -------------------------------------------------------- | -------------------------------------------------------- |
|                                                          |                                                          |                                                          |                                                          |                                                          |
| Управління                                               | Управління                                               |                                                          | 3,5%                                                     | 3,5%                                                     |
| Бізнес, фінанси та адміністрування                       | Бізнес, фінанси та адміністрування                       |                                                          | 8,8%                                                     | 8,8%                                                     |
| Охорона здоров'я                                         | Охорона здоров'я                                         |                                                          | 8,8%                                                     | 8,8%                                                     |
| Освіта, правозахист, муніципальні та урядові служби      | Освіта, правозахист, муніципальні та урядові служби      |                                                          | 15,8%                                                    | 15,8%                                                    |
| Мистецтво, культура, відпочинок та спорт                 | Мистецтво, культура, відпочинок та спорт                 |                                                          | 3,5%                                                     | 3,5%                                                     |
| Роздрібна торгівля та послуги                            | Роздрібна торгівля та послуги                            |                                                          | 24,6%                                                    | 24,6%                                                    |
| Гуртова торгівля, транспорт та обладнання                | Гуртова торгівля, транспорт та обладнання                |                                                          | 19,3%                                                    | 19,3%                                                    |
| Природні ресурси, сільське господарство                  | Природні ресурси, сільське господарство                  |                                                          | 10,5%                                                    | 10,5%                                                    |
| Виробництво                                              | Виробництво                                              |                                                          | 8,8%                                                     | 8,8%                                                     |

## Клімат
Середня річна температура становить 1,8°C, середня максимальна – 16,5°C, а середня мінімальна – -15,4°C. Середня річна кількість опадів – 1 130 мм.
| Клімат поселення                              | Клімат поселення | Клімат поселення | Клімат поселення | Клімат поселення | Клімат поселення | Клімат поселення | Клімат поселення | Клімат поселення | Клімат поселення | Клімат поселення | Клімат поселення | Клімат поселення | Клімат поселення |
| Показник                                      | Січ.             | Лют.             | Бер.             | Квіт.            | Трав.            | Черв.            | Лип.             | Серп.            | Вер.             | Жовт.            | Лист.            | Груд.            |                  |
| Середній максимум, °C                         | −5,4             | −5,64            | −0,91            | 4,44             | 8,99             | 13,90            | 16,54            | 16,54            | 13,14            | 7,76             | 3,02             | −2,93            |                  |
| Середня температура, °C                       | −10,27           | −10,5            | −5,78            | −0,43            | 4,11             | 9,03             | 13,44            | 13,43            | 10,03            | 4,66             | −0,1             | −6,03            |                  |
| Середній мінімум, °C                          | −15,13           | −15,36           | −10,66           | −5,27            | −0,75            | 4,16             | 10,33            | 10,32            | 6,93             | 1,55             | −3,21            | −9,14            |                  |
| Норма опадів, мм                              | 89               | 79               | 85               | 74               | 77               | 102              | 97               | 107              | 107              | 107              | 103              | 103              |                  |
| Середньомісячна швидкість вітру, м/с          | 6.48             | 6.36             | 6.33             | 5.90             | 5.38             | 5.24             | 4.84             | 4.90             | 5.59             | 5.99             | 6.29             | 6.68             |                  |
| Середньомісячна сонячна радіація, кДж/м²·день | 3323             | 6305             | 10441            | 14434            | 17354            | 18810            | 18357            | 15076            | 10837            | 6154             | 3456             | 2400             |                  |
| --------------------------------------------- | ---------------- | ---------------- | ---------------- | ---------------- | ---------------- | ---------------- | ---------------- | ---------------- | ---------------- | ---------------- | ---------------- | ---------------- | ---------------- |
| Джерело:                                      |                  |                  |                  |                  |                  |                  |                  |                  |                  |                  |                  |                  |                  |